# Liquid
Liquid – pierwszy singel z trzeciego albumu fińskiego zespołu The Rasmus – Hell of a Tester.

## Lista utworów
1. „Liquid” – 4:17